# Sensiz Olmuyor
Sensiz Olmuyor è il quarto album di Emre Altuğ, pubblicato il novembre 2005

## Tracce
1. "Ağlayamıyorum"(inedito)
2. "Sensiz Olmuyor" (inedito)
3. "İbret-i Alem (Acoustic)"
4. "Erkekler De Yanar (Remix) "
5. "Sensiz Olmuyor (70's) "
6. "Erkekler De Yanar" (inedito)
7. "İbret-i Alem (80's)"
8. "Bir Damla Gözyaşı